# Intersektorale Kommunikation im Gesundheitswesen
Die Intersektorale Kommunikation und Datenübertragung im Gesundheitswesen ist als elektronischer Datenaustausch von personenbezogenen Behandlungs- und Gesundheitsdaten über die Grenzen der klassischen Sektoren hinaus, wie niedergelassenen Ärzten, Kliniken, Nachsorge- und Rehabilitationsbereichen, den Selbstverwaltungen, Kranken-/Ersatzkassen, Behörden und öffentlichen Einrichtungen des Gesundheitswesens, über vom Gesetzgeber zugelassene Infrastrukturen (Telematik-Infrastruktur, KV-Safenet etc.), der Nutzung standardisierter Übertragungstechnologien (Verschlüsselungsverfahren, eID-Verfahren) zur Sicherstellung des gesetzlich vorgeschriebenen Datenschutzes und Datensicherheit sowie der mit geeigneten Methoden (Evidence Records, Zeitstempeln, Signaturen) sichergestellten Erhaltung der Verkehrsfähigkeit (Authentizität, Integrität) der Dateninhalte (Dokumente) zu verstehen. Datenquelle ist eine beständig verkehrsfähige elektronische Gesundheitsakte (EFA, EPA etc.)  unter permanenter Datenhoheit des Patienten.

## Quelle
- Jürgen Bosk, Competence Center für die Elektronische Signatur (CCESigG) e. V.